# 2013 TX68
2013 TX68 est un astéroïde Apollon.

## Description
2013 TX68 est un astéroïde Apollon découvert le 6 octobre 2013 par le Catalina Sky Survey, lors d'un passage à 5,4 distances lunaires de la Terre. L'astéroïde a été observé pendant un intervalle de seulement de 20 jours, ce qui fait que les prévisions à long terme sur sa position restent incertaines. Il a été perdu de vue en raison de sa petite taille (environ 23 à 52 m). 
Après les mesures effectuées lors de cette première visite, le prochain passage de l'astéroïde au plus près de notre planète a été prévu le 8 mars 2016 à une distance nominale de 5 millions de kilomètres du couple Terre-Lune, comprise dans une fourchette allant de 30 000 kilomètres à 17 millions de km du centre de la Terre.
Finalement l'astéroïde est passé près de la Terre le 7 mars 2016 vers 14 h 45, donc un peu plus tôt que les dernières prévisions. 
Il serait passé à un peu plus de 4 millions de kilomètres, soit un peu plus de dix fois et demi la distance Terre-Lune. L'explication donnée par les astronomes de cette imprécision est que 2013 TX68 venait de la direction du Soleil, et était donc très difficile à observer.